# Schoenus fluitans
Schoenus fluitans là loài thực vật có hoa trong họ Cói. Loài này được Hook.f. miêu tả khoa học đầu tiên năm 1858.